# مقاطعة أوكلاند (ميشيغان)
مقاطعة أوكلاند (بالإنجليزية: Oakland County) هي مقاطعة تقع في ميشيغان، الولايات المتحدة الأمريكية. حسب الإحصائية الرسمية لعام 2000، عدد سكانها 1194156. أشهر مدنها بونتياك.

## جغرافيا

### موقع
مساحة مقاطعة أوكلاند 2,352 كم2 (908 ميل مربع)، 2260 كم2 (873 ميل2) منها يمثل اليابسة، بينما 92 كم2 (35 ميل2) يمثل المياه. النسبة الإجمالية للمياه هي 3.91 %. تقع مقاطعة وين، حيث توجد مدينة ديترويت، جنوب مقاطعة أوكلاند. المقاطعات الأخرى المجاورة لها هي:
- مقاطعة ماكومب (الشرق)
- مقاطعة ليفينغستون (الغرب)
- مقاطعة وين (الجنوب الشرقي)
- مقاطعة واشتيناو (الجنوب الغربي)
- مقاطعة لابير (الشمال الشرقي)
- مقاطعة جينيسي (الشمال الغربي)

### أهم المدن
| - أوبرن هيلز - أورتشارد ليك فيليج - أوك بارك - بلومفيلد هيلز - بليزانت ريدج - بونتياك - بيركلي - بيرمنغهام - تروي - جنوب ليون | - روتشيستر - روتشيستر هيلز - رويال أوك - ساوثفيلد - سيلفان ليك - فارمينغتون - فارمينغتون هيلز - فيرنديل - كلاركستون - كلاوسن | - كيغو هاربر - لاثرب فيليج - ليك أنجيلس - ماديسون هايتس - نورثفل - نوفي - هازل بارك - هنتينغتون وودز - وولد ليك - ويكسوم |

## أعلام
- جوش نوريس
- ويليام والاس فيلبس
- جورج إي. تايلور

## وصلات خارجية
- الموقع الرسمي نسخة محفوظة 2 فبراير 2006 على موقع واي باك مشين.